# Сатыбалдиева, Айзада Танатаровна
Айзада Танатаровна Сатыбалдиева (3 октября 1977; село Мадени, Толебийский район, Южно-Казахстанская область, Казахская ССР, СССР) — казахская актриса кино и театра, телеведущая. Заслуженный деятель Казахстана (2018).

## Биография
Айзада Танатаровна Сатыбалдиева Родилась 3 октября 1977 года в село Мадени Толебийского района ЮКО. Происходит из рода сикым племени дулат.
1994 — 1998 гг. Окончила отделение муздрамы театрального факультета Казахский Государственный Театрально — Художественный институт имени Т. Жургенова.
В 1998 г. по направлению была принята в труппу Казахский музыкального театра драмы им. К. Куанышбаева в г. Астана.
В 2007 г. преподаватель в Казахская национальная академия искусств.
С 2009 года актриса Казахский государственный академический театр драмы имени М. О. Ауэзова.
В 2006 году снялась в телепередаче «Кымызхана» на телеканале «Qazaqstan».

## Основные роли на сцене
- Из казахской, мировой классики и современной драматургии:
- В академическом театре драмы имени М. Ауэзова: сплетница в "Карагозе" М. Ауэзова (реж. Б. Атабаев), мать в "Лихой године" (реж. А. Рахимов), Зулейха в комедии "Все же жив Ходжа Насреддин" Т. Нурмаганбетова (реж. О. Кенебаев), Елизавета в "Одержимом" Д. Исабекова, женщина бомж в спектакле "Такова жизнь" М. Сарсеке (реж. О. Кенебаев), невестка в спектакле "Кара кемпир" А. Амзеулы (реж. Е. Обаев), Узынетек в спектакле «Свидетельство на преступление» А. Рахимова, Нурсулу в спектакле "Вечер в Империи" (реж. А. Рахимов), Гюлчахра в мюзикле "Аршин мал алан" У. Гаджибекова (реж. Т. аль - Тарази), Арина в "Женитьбе" Гоголя (реж. В. Захаров), Михр ханум в "Казахах" Шахимардена и К. Искак, Узынгайша в "Ангеле с дьявольским лицом" Р. Муановой, Нурганым в реквиеме "Есть ли яд не испитый мной?" И. Гайыпа (реж. О. Кенебаев), журналистка в спектакле "Великий и Вор" Т. Абдикова (реж. Е. Обаев, Е. Нурсултан), и др.
- Из казахской, мировой классики и современной драматургии:
- В театре Астаны: Жибек в спектакле "Кыз Жибек" Г. Мусрепова (реж. А. Мамбетов), Баян в "Козы Корпеш - Баян сулу" (реж. А. Мамбетов), Куртка в "Каракипчак Кобладны" М. Ауэзова (реж. Б. Узаков), Енлик в "Енлик - кебек", Жансулу в спектакле  «Ох, уж эти девушки!» К. Шангытбаева и К. Байсеитова (реж. Б. Узаков), Татьяна в спектакле "Балуан Шолак" Анес Сарай (реж. Н. Жуманиязов), Дениза в "Мадемуазель Нитуш" Ф. Эрве, Нигора в "Бунте невесток" С. Ахмада, Саруар в "Башмачке" М. Файзи и др.

## Награды
- Медаль «25 лет независимости Республики Казахстан» (2016)
- Многократный призер традиционного театрального фестиваля «Театральная весна».
- Заслуженный деятель Казахстана (14 декабря 2018)[2]